# شقيقة أسطوانية غشائية
شقيقة أسـطوانية غشائية (الاسم العلمي: Cerianthus membranaceus) هي نوع من اللاسعات تتبع جنس الشقيقة الأسـطوانية من فصيلة الشقائق الأسـطوانية.